# Heterelmis glabra
Heterelmis glabra är en skalbaggsart som först beskrevs av Horn.  Heterelmis glabra ingår i släktet Heterelmis och familjen bäckbaggar. Inga underarter finns listade i Catalogue of Life.